# Bulcsú Székely
Bulcsú Székely (ur. 2 czerwca 1976) – węgierski piłkarz wodny. Złoty medalista olimpijski z Sydney.
Igrzyska w 2000 były jego jedyną olimpiadą. Był także złotym medalistą mistrzostw Europy (1997 i 1999), wcześniej odnosił sukcesy w rozgrywkach juniorskich. Był mistrzem Węgier (2000).